# Stichting 1940-1945
Stichting 1940-1945 is een Nederlandse stichting voor slachtoffers van de Tweede Wereldoorlog.

## Geschiedenis
Op 13 oktober 1944 kwamen vertegenwoordigers van een aantal landelijke en regionale verzetsorganisaties bijeen in het pand Keizersgracht 567 in Amsterdam. Al voor de bevrijding was het verzet ervan overtuigd dat het belangrijk was om voor de nabestaanden van omgekomen verzetsstrijders te zorgen. Aanvankelijk was de naam Stichting 40 - 44, want men was ervan overtuigd dat de oorlog snel voorbij zou zijn. Het zuiden van het land was immers al bevrijd. In de statuten stond: 

De Stichting heeft ten doel het verzorgen van de morele, geestelijke en materiële noden van personen of groepen van personen, die tijdens de bezetting door daad of houding tot het binnenlands verzet hebben bijgedragen, hun gezinnen of nabestaanden, indien zij na de beëindiging van de vijandelijkheden in ons land of een groot deel daarvan bijstand zullen blijken te behoeven.

Tijdens het laatste jaar van de oorlog kwam het stichtingsbestuur iedere twee weken in het geheim bijeen. Om de Duitsers te misleiden gebeurde dat iedere keer op een ander adres. Verraad leidde ertoe dat in januari 1945 een drietal bestuursleden gearresteerd werden.
Kort na de bevrijding, op 27 juni 1945, werd de Stichting 1940-1945 opnieuw opgericht. De wettelijke basis voor de stichting was de in 1947 in werking getreden Wet buitengewoon pensioen 1940-1945 (Wbp). Verzetsmensen kregen op grond van deze wet in geval van invaliditeit recht op een pensioen. Ook weduwen en wezen konden op grond van deze wet aanspraak maken op een uitkering. De Stichting 1940-1945 was belast met de uitvoering van deze wet.
Daarnaast gaf de stichting immateriële hulp: weduwen en hun gezinnen werden bijgestaan door maatschappelijk werkers. Ook organiseerde de stichting vakantieweken voor weduwen en andere activiteiten voor haar doelgroepen.

## Nieuwe doelgroepen
In de jaren 50 en 60 werd de doelgroep van de Stichting 1940-1945 uitgebreid met een aantal nieuwe doelgroepen. Het betreft hier gijzelaars en represailleslachtoffers zoals in Putten en Engelandvaarders.
In 1972 werd de Wet uitkeringen vervolgingsslachtoffers 1940-1945 (Wuv) aangenomen. Hierdoor kreeg de Stichting 1940-1945 er een nieuwe doelgroep bij, namelijk mensen die gedurende de oorlog vervolgd waren vanwege hun ras, geloof, wereldbeschouwing of seksuele geaardheid. In 1984 trad de Wet uitkeringen burger-oorlogsslachtoffers 1940-1945 (Wubo) in werking. Hierdoor werden ook slachtoffers van bombardementen, evacuatie of verplichte tewerkstelling onder de doelgroep van de stichting geschaard.

## Huidige Stichting 1940-1945
De huidige Stichting 1940-1945 is de voortzetting van de in 1944 in het leven geroepen Stichting 1940-1944 én de op 19 maart 1981 opgerichte Stichting Burger-Oorlogsgetroffenen (SBO). Hoewel de Stichting 1940-1945 en de Stichting Burger-Oorlogsgetroffenen beide hun bestaansrecht ontlenen aan de Tweede Wereldoorlog, hebben zij een geheel andere ontstaansgeschiedenis en richtten zij zich als gevolg daarvan op verschillende groepen oorlogsgetroffenen. Omdat de doelgroepen ten gevolge van vergrijzing en overlijden steeds kleiner worden, hebben de besturen van beide organisaties besloten de krachten te bundelen en per 1 januari 2002 te fuseren. Tevens werd besloten de oude naam van een van haar rechtsvoorgangers (Stichting 1940-1945) te blijven gebruiken.
In 2024 publiceerde Het Parool de resultaten van een onderzoek waaruit bleek dat Stichting 1940-1945 decennialang privégegevens en medische dossiers doorgaf aan de Binnenlandse Veiligheidsdienst. Van de 65 onderzochte dossiers van voornamelijk linkse verzetsstrijders bevatte ruim driekwart informatie die direct afkomstig was van Stichting 1940-1945.

## Trivia
- Stichting Pelita is een verwante organisatie voor burgerslachtoffers in Nederlands-Indië tijdens de Tweede Wereldoorlog en daarna tijdens de Bersiap-periode.
- De stichting dient niet te worden verward met de Stichting Centrum '45 resp. Centrum '45 in Oegstgeest, een kliniek voor complexe psychotraumabehandeling.